# Mortonagrion aborense
Mortonagrion aborense – gatunek ważki z rodziny łątkowatych (Coenagrionidae). Występuje w południowo-wschodniej Azji. Stwierdzony w północno-wschodnich Indiach (w stanach Bengal Zachodni i Mizoram), w Tajlandii, Laosie, Kambodży, Wietnamie, części Malezji położonej na Półwyspie Malajskim oraz na Borneo i Sumatrze; prawdopodobnie występuje też w Mjanmie, ale na razie brak stwierdzeń.